# Vor Frue Kirke (Kalundborg)

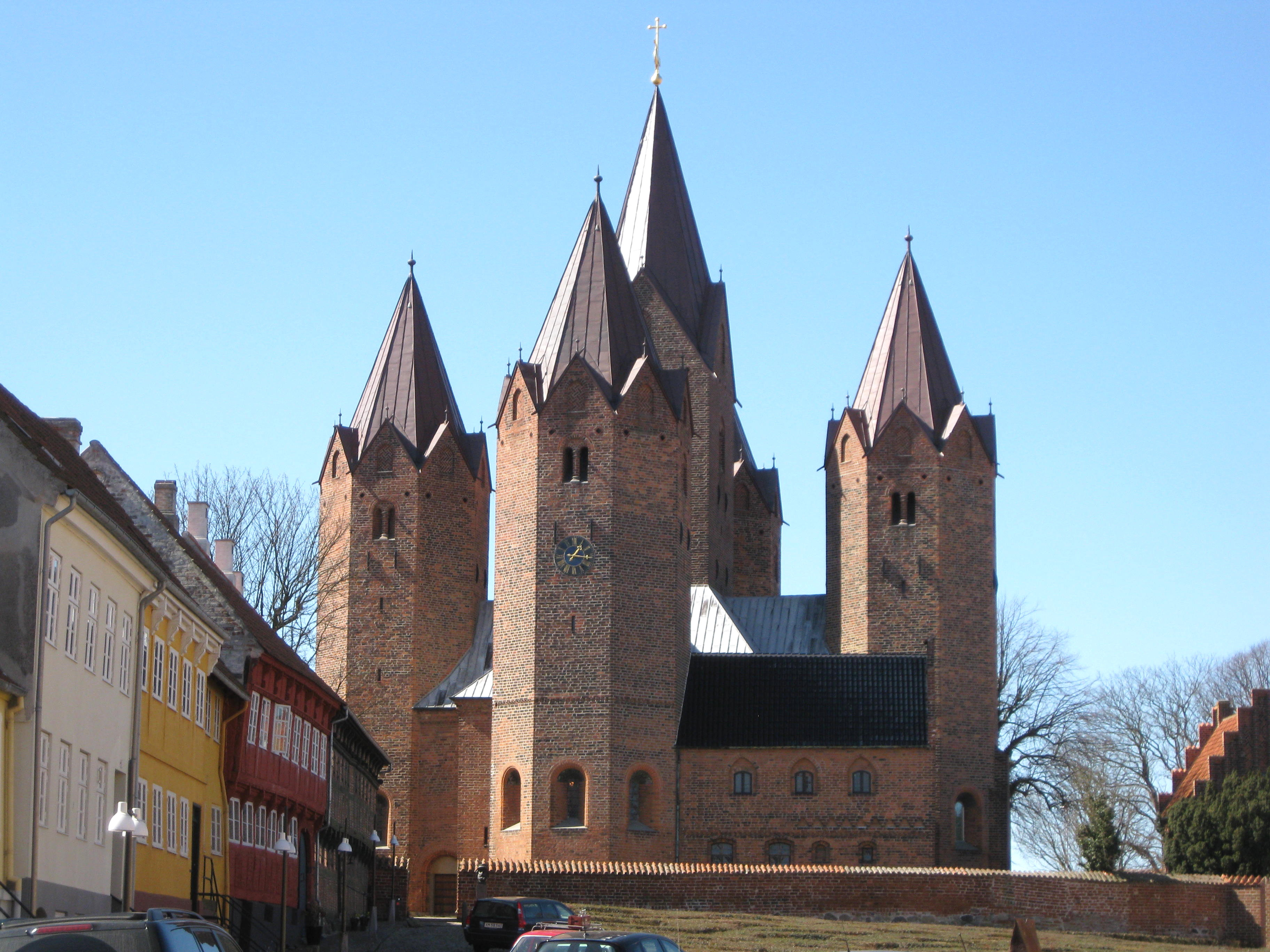
Vor Frue Kirke Kalundborg

Die Frauenkirche (dän. Vor Frue Kirke) in der dänischen Stadt Kalundborg ist die evangelisch-lutherische Gemeindekirche von Vor Frue Sogn. Sie gehört zu den ungewöhnlichsten mittelalterlichen Sakralbauten Europas.

## Baugeschichte

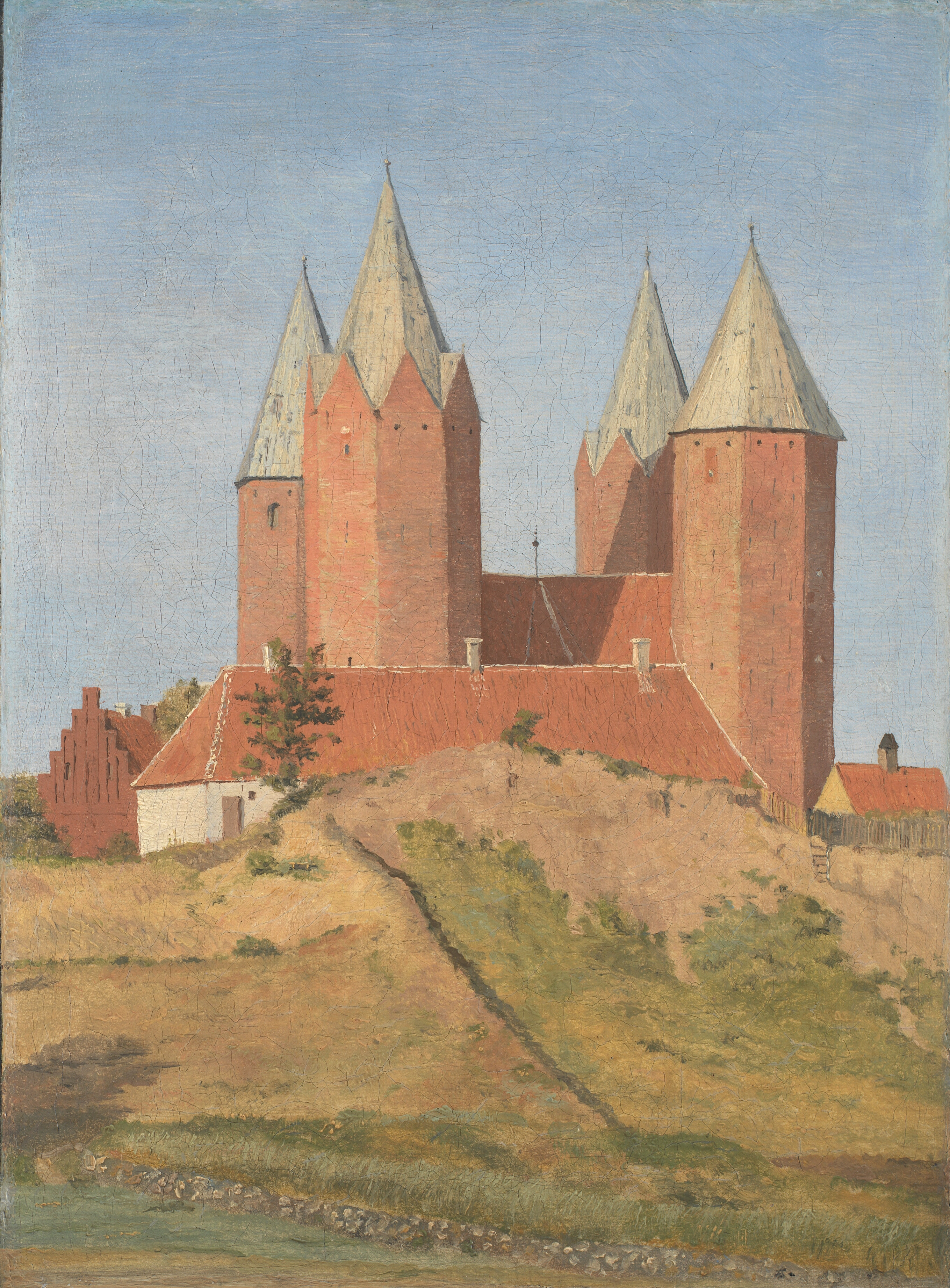
Die Kirche ohne den Vierungsturm (Johan Thomas Lundbye, 1837)

Der fünftürmige Backsteinbau wurde etwa 1170–1190 von Esbern Snare, dem älteren Bruder von Bischof Absalon, errichtet. 1170 ließ er über der Bucht seine Burg errichten, in deren Schutz sich die Stadt Kalundborg entwickelte.
Der Zentralbau erhebt sich über einem quadratischen Kirchenschiff, von dem vier gleich lange Kreuzarme ausgehen, die jeweils von achteckigen Türmen bekrönt werden. Der 44 m hohe zentrale Marienturm ruht auf 6,2 m hohen Granitsäulen. Das griechische Kreuz des Grundrisses hat vermutlich byzantinische Vorbilder, die fünf Türme ähneln eher russischen Sakralbauten. Die Gesamtkomposition ist in Nordeuropa jedenfalls einzigartig. Einige Details verweisen allerdings auf die Bautätigkeiten der Hvide in Ringsted und Sorø.
Zwar wurde die Kirche in die Wehranlagen um die Burg einbezogen, doch gibt es kaum Spuren einer eigentlichen Befestigung. Es handelt sich also nicht um eine Wehrkirche. Das burgartige Erscheinungsbild dürfte von den mittelalterlichen Vorstellungen eines himmlischen Jerusalems herrühren: eine befestigte Stadt mit fünf Türmen. Der Bibel zufolge würden Gott und die Menschen am Ende der Apokalypse dort zusammenleben.
Im 15. Jahrhundert wurde am östlichen Kreuzarm eine spätgotische Sakristei angefügt, ein ebenfalls spätgotisches Waffenhaus am Südostportal wurde 1870 abgerissen.
Am 7. September 1827 stürzte der Zentralturm ein, vermutlich nachdem die Fundamente durch Begräbnisse unter dem Kirchenboden geschwächt worden waren. Erst 1867–71 leitete Vilhelm Tvede einen umfangreichen Wiederaufbau. Dabei wurden die Seitentürme mit Spitzgiebeln versehen und die Turmhauben mit Kupfer eingedeckt.

## Innenraum
1916–21 besorgten Andreas und Mogens Clemmensen eine Renovierung des Innenraumes, wobei der ursprüngliche Zustand weitgehend wiederhergestellt werden sollte. Der Raum gewinnt durch die unverputzten Ziegelwände einen intimen Charakter, die Proportionen wirken stimmig.

## Inventar
Der Barockaltar stammt aus der Werkstatt von Lorentz Jørgensen (1650), einem Schüler von Hans Gudewerdt dem Jüngeren und Bildschnitzer aus der Eckernförder Bildschnitzschule. Er zeigt Christi Geburt, das Letzte Abendmahl, Kreuzigung, Auferstehung, Himmelfahrt und die Evangelisten. Das vergoldete Kruzifix stammt aus dem 12. Jahrhundert, der Granittaufstein ist romanisch, die Kanzel von 1870, bemalt von Anton Dorph.

## Galerie

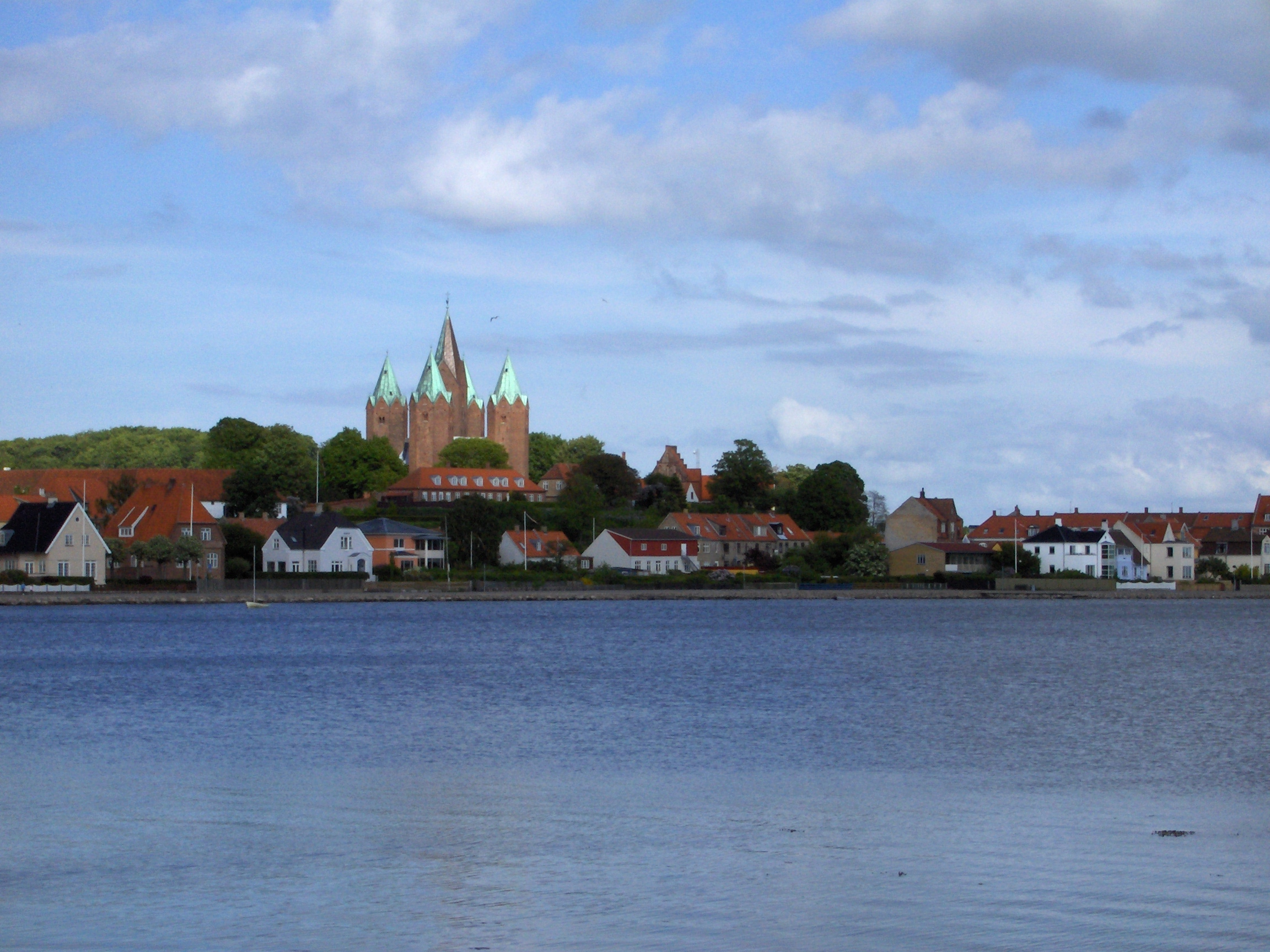
Blick vom Hafen auf Kalundborg
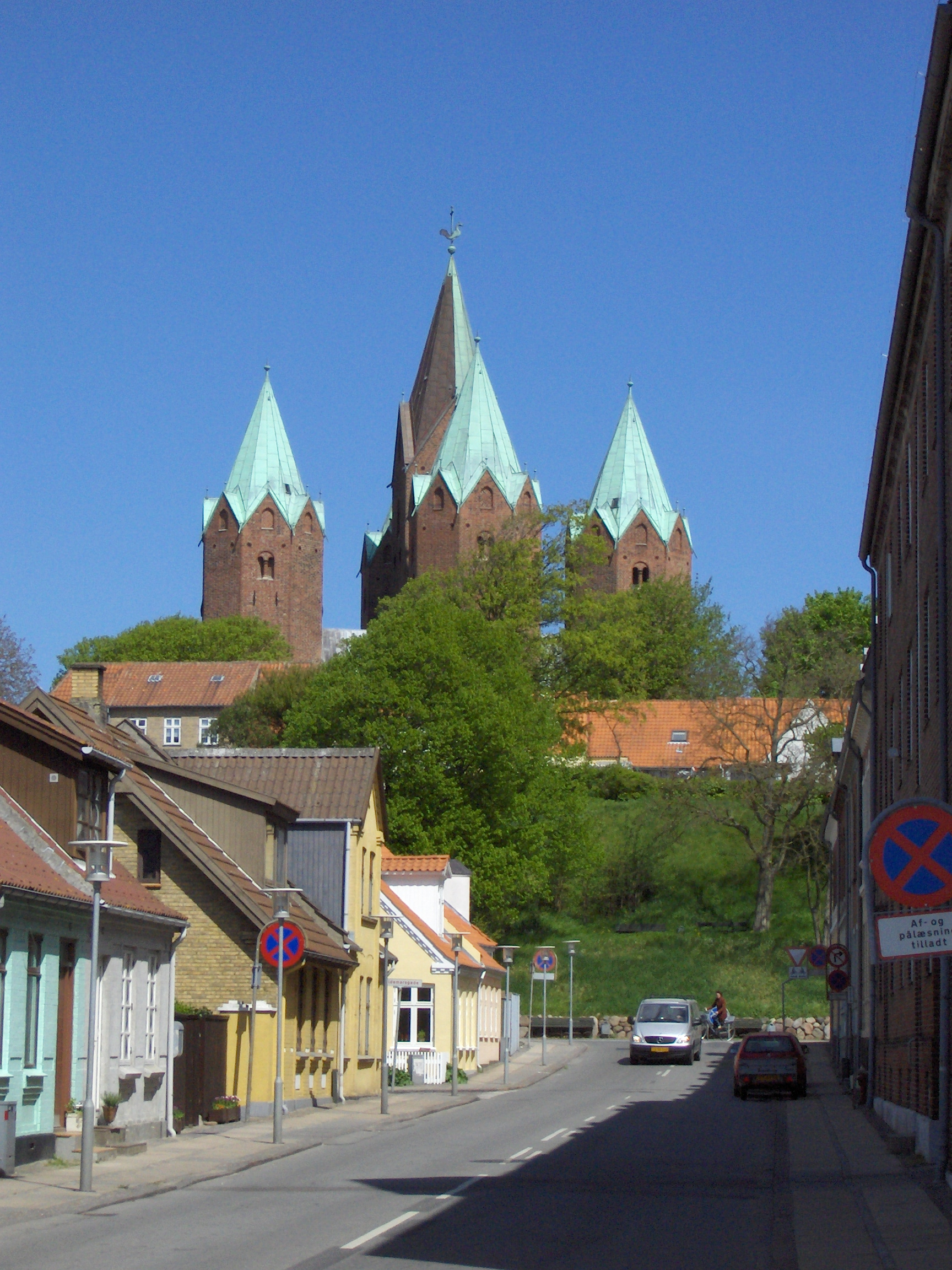
Blick von Süden
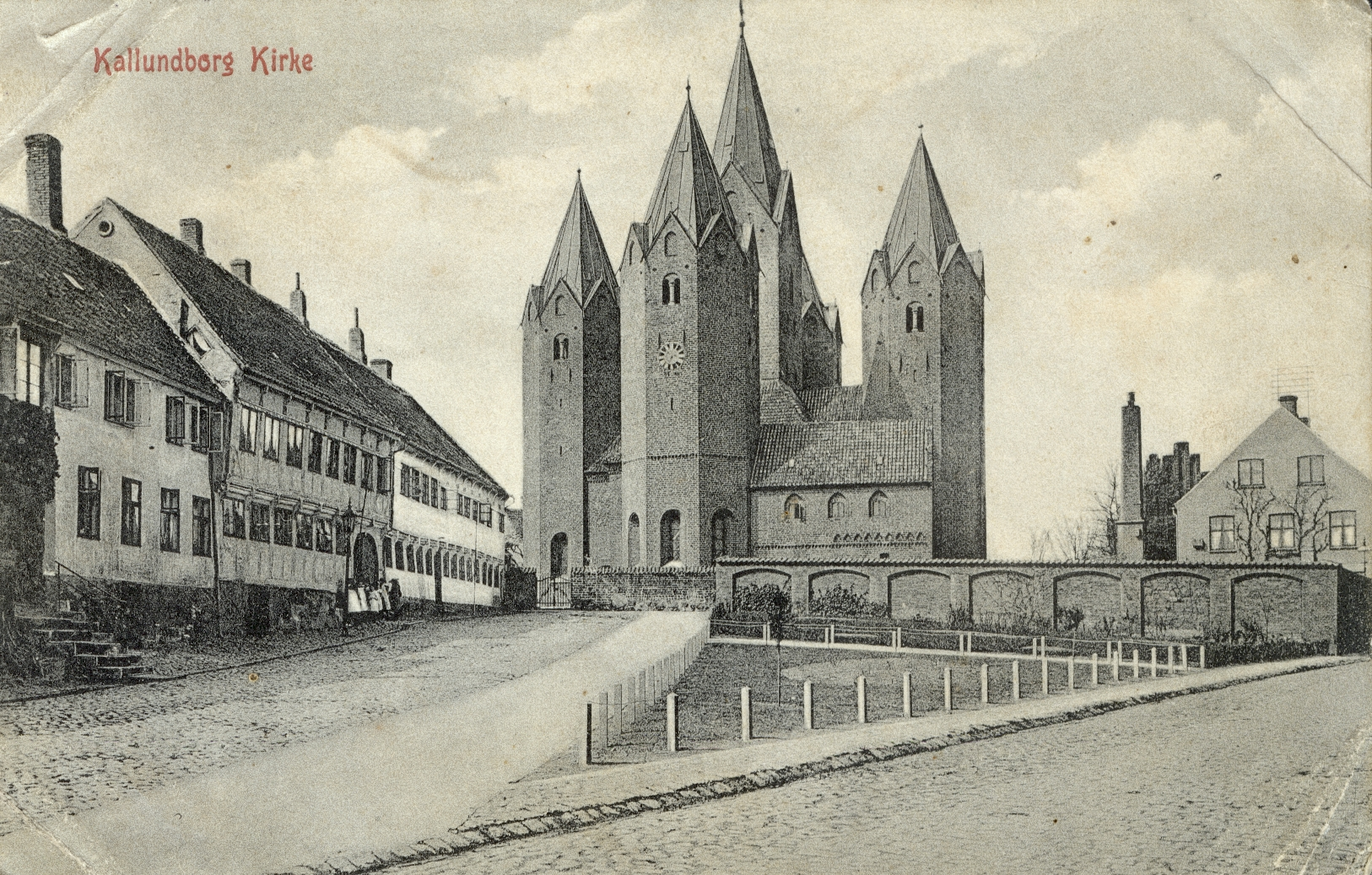
Postkarte um 1910
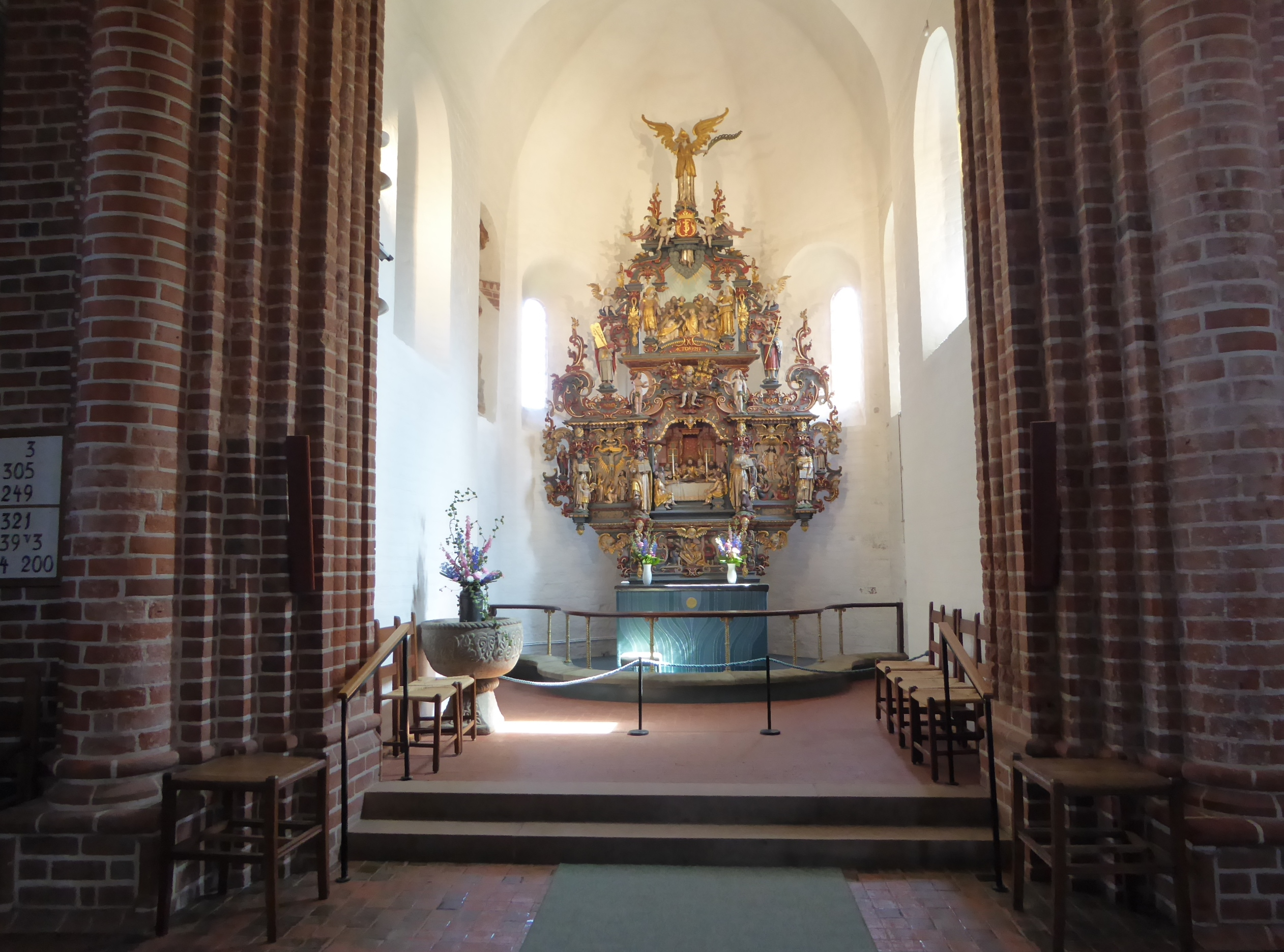
Chor mit Altar und Taufbecken
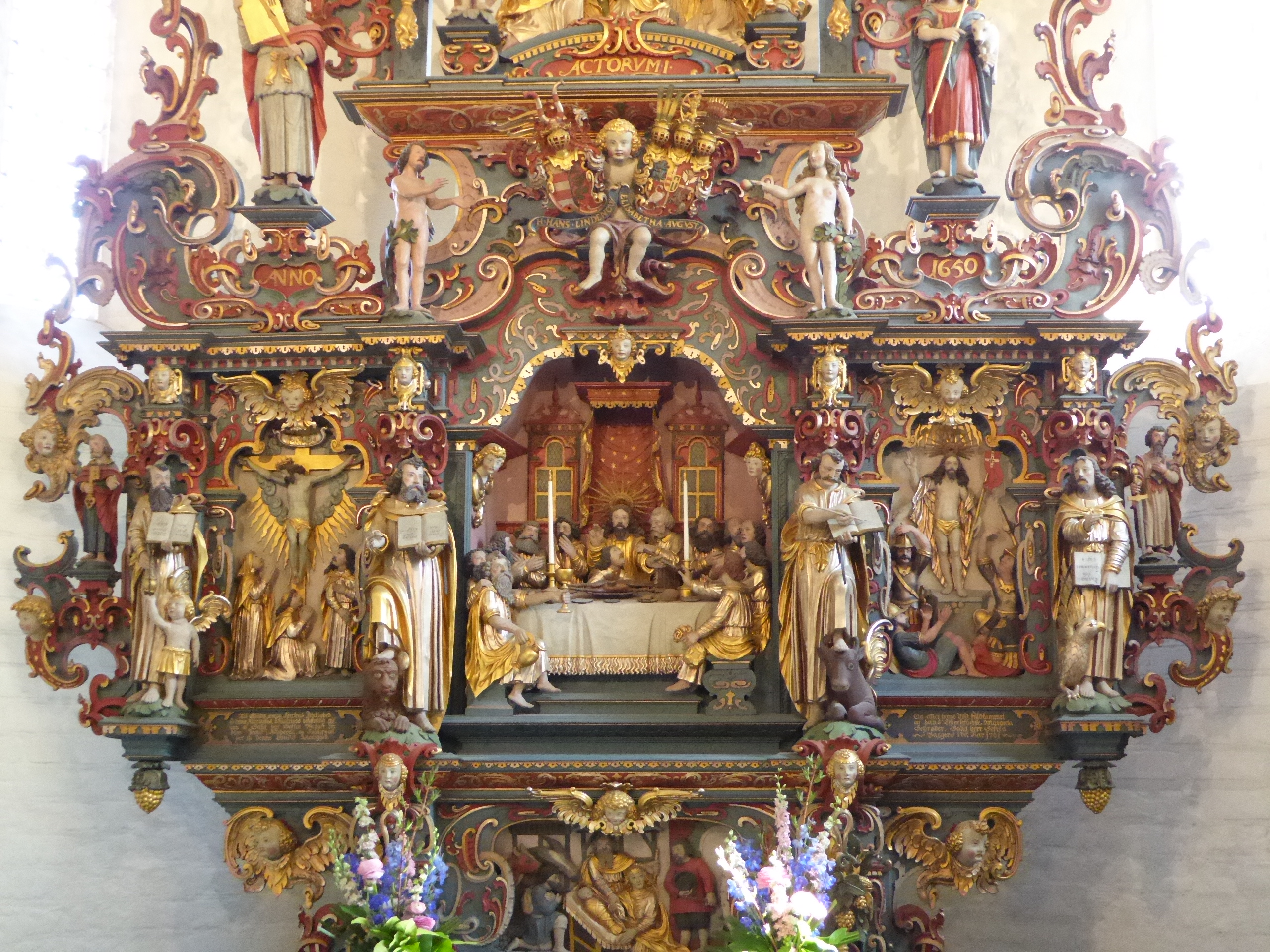
Altar

## Ähnliche Sakralbauten in Deutschland
Die 1222 errichtete – aber 1722 abgerissene – Marienkirche in Brandenburg/Havel war ebenfalls ein Zentralbau mit gleich langen Armen und vier Ecktürmen, allerdings ohne Vierungsturm. Die um 1230 begonnene Liebfrauenkirche in Trier besitzt den Grundriss eines griechischen Kreuzes mit Eckkapellen und einen zentralen Turm, allerdings keine Ecktürme.